# Paso de Cortés
Paso de Cortés – przełęcz w Kordylierze Wulkanicznej w Meksyku, łącząca wulkany Popocatépetl i Iztaccíhuatl. Ma około 3600 m wysokości n.p.m. i administracyjnie znajduje się w gminie Amecameca stanu Meksyk.
Nazwa pochodzi od przeprawy przez góry wyprawy Hernana Cortesa w 1519 roku po  masakrze w Choluli. Konkwistadorzy przeprawiali się w kierunku Tenochtitlán w celu konfrontacji z władcą Azteków Montezumą. Podanie głosi, że niektórzy z członków wyprawy zeszli do krateru Popocatépetl i zebrali siarkę do wyrobu prochu.
Na przełęcz prowadzi utwardzana droga z Amecameca. Znajduje się na niej również schronisko wraz z polem namiotowym.